# سری نسیبه

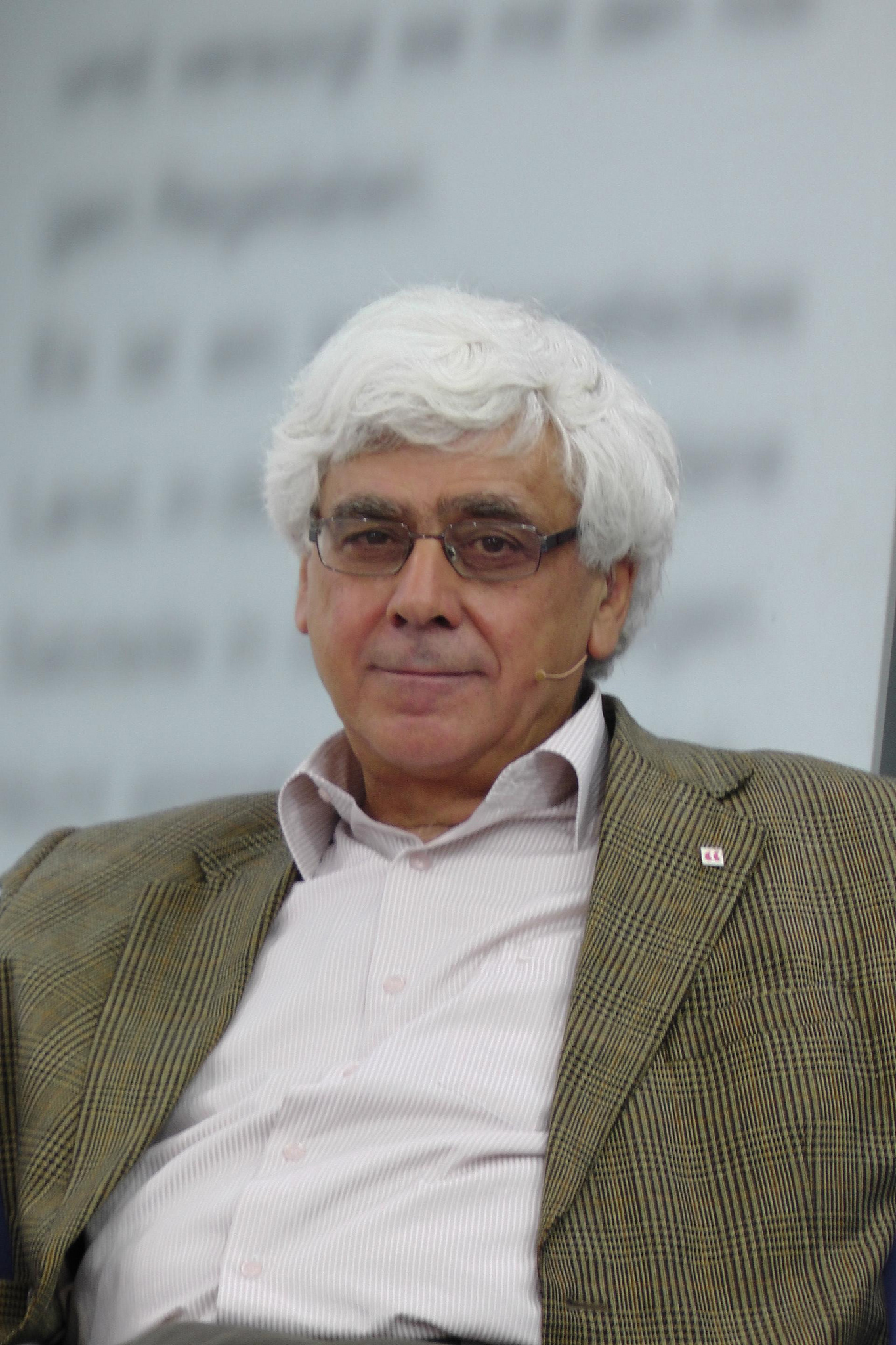
سری نسیبه در نمایشگاه کتاب لایپزیک ۲۰۱۲.

سری نسیبه (به عربی: سري نسيبة) (متولد ۱۹۴۹) استاد فلسفه فلسطینی و رئیس سابق دانشگاه قدس در قدس است. وی تا دسامبر ۲۰۰۲ نماینده تشکیلات خودگردان فلسطین در آن شهر بود. در سال ۲۰۰۸، در یک نظرسنجی آنلاین آنلاین، نسیبه به عنوان بیست و چهارمین تأثیرگذار روشنفکر در جهان در فهرست ۱۰۰ روشنفکر برتر عمومی توسط مجله پرسپکت (انگلستان) و فارین پالیسی(ایالات متحده) انتخاب شد.

## پیشینه خانوادگی
نسیبه‌ها دارای حضور ۱۳۰۰ ساله در قدس هستند که از نسب عبیده بن صمیت، برادر نسیب بنت کعب، رزمنده زن از قبیله خزرج عربستان، و یکی از چهار زن رهبر ۱۴ طایفهٔ ابتدایی اسلام است. عبیده، یار عمر بن خطاب، پس از فتح قدس در سال ۶۳۸ میلادی، به عنوان اولین قاضی مسلمان قدس، و همچنین مأمور پاکیزه نگه داشتن صخره مقدس گلوور منصوب شد. علیرغم ریشه‌های اصیل، سنت خانوادگی، با توجه به این باور که همه خانواده‌های بزرگ ریشه در تهاجم دارند، این افسانه را نقل می‌کند که تبار آن‌ها را می‌توان در صف طولانی دزدان نیز دنبال کرد.
طبق سنت خانواده، آن‌ها حق انحصاری کلیدهای کلیسای مقبره مقدس را تا دوره عثمانی، زمانی که خانواده جوده حکم تقسیم مالکیت را دریافت کردند، حفظ کردند. گفته می‌شود تا به امروز خاندان نسیبه معتمد هستند و با دریافت کلیدها از یکی از اعضای طایفه جوده، نسیبه آن‌ها را هر روز در حوالی سحر بهسرپرست کلیسای قبر مقدس تحویل می‌دهد. موشه امیراو، می‌گویدوقتی به سؤالی در مورد داشتن کلید توسط خانواده اش پاسخ منفی می‌دهد، نسیبه طعن می‌زند و می‌گوید: «نه، دیگر نیازی به کلیدداری نداریم. عیسی دیگر آنجا نیست.»
پدربزرگ نسبیبه به‌طور همزمان با سه خانواده مختلف برجسته فلسطینی، ازدواج کرده‌است. شهابی می‌گویدبه دلیل دانش و فضیلت سرشناس بودند. درویش، خانواده قدرتمند الحسینی؛ و نشاشیبی. و به این ترتیب، به قول نسیبه: «در عرض چند سال [...] موفق شد چهار خانواده قدیم قدس را که دو نفر از آنها رقبای سختی بودند، به هم وصل کند.»

## زندگی‌نامه
نسیبه در دمشق، سوریه، از سیاستمدار مشهور اردنی، انور نسیبه متولد شد که یک دولتمرد برجسته در سیاست و دیپلماسی فلسطین و (بعد از ۱۹۴۸) فلسطینی-اردنی بود. مادر او، نزهه یعقوب الغصین، دختر رهبر سیاسی فلسطین یعقوب الغصین در رمله، در یک خانواده ثرتمند و سطح بالا که در وادی حنین (در حال حاضر شهر نس زیونا) زمین‌داشتند متولد شد. مادرش در سال ۱۹۴۸ فلسطین را ترک کرده بود تا از جنگ دور شود و پدرش هنگام شرکت در جنگ داخلی ۱۹۴۷–۱۹۴۸ در فلسطین، هنگامی که زخمی می‌شود، پای خود را از دست می‌دهد. آنها چند سال بعد به قاهره نقل مکان کردند، جایی که پدرش در تشکیل اولین دولت فلسطین در تبعید شرکت کرد. هنگام بازگشت به قدس، او آنسوی سرزمین بی‌طرف و در چندصد یاردی عاموس عوز زندگی کرد. در خواندن خاطرات دومی از تربیت او، تفاوت‌های عمیق بین تجربیات مربوط به آنها در دوران کودکی در یک شهر متأثر شد. به خانواده آنها دارای زمین کشاورزی در کرامه بودند که او در تعطیلات تابستانی با رانندگی با تراکتور به آن‌ها کمک می‌کرد. کرامه قرار بود جایی باشد که در حافظه فلسطین به عنوان حمام خون استالینگراد فلسطینی شناخته شد. در زمان فتح کرانه باختری توسط نیروهای اسرائیلی در جنگ شش روزه، سربازان اسرائیلی خانه این خانواده در قدس را غارت کردند و همه میراث آن‌ها را به غارت بردند، اگرچه خودروی خانوادگی بعداً بازگردانده شد. چند ماه بعد، مقامات اشغالگر املاک ۲۰۰ هکتاری این خانواده در دره اردن را مصادره کردند.
در پاییز ۱۹۶۷، نسیبه به تحصیل فلسفه در دانشکده کلیسای مسیح، آکسفورد پرداخت. در آنجا با آویشی مارگالیت و همچنین احمد ولیدی، تنها فارغ‌التحصیل فلسطینی دیگر در آن زمان، و پسر دانشمند برجسته ولید خالدی، دوست شد. این دوره با تحولات انقلابی دانشجویی همراه بود و در این زمان بود که احمد او را با پیچیدگی‌های جناح‌های سیاسی فلسطین آشنا کرد، که در کتاب زندگی برایان مونتی پایتون تقلید شده بود. تابستان‌هایی را که او در قدس گذراند، جایی که در سال ۱۹۶۸ تحصیل عبرانی را آغاز کرد، در کیبوتس هزورا کار می‌کرد، و سال بعد، برای خاموش کردن شعله‌های ناشی از بنیادگرایان مسیحی استرالیایی آماده شد، زمانی که مایکل روهان اقدام به سوزاندن مسجد الاقصی و آتش زدن منبر ۱۰۰۰ ساله حلب، معروف به منبر صلاح الدین کرد.
در آکسفورد، نسیبه با لوسی آستین، دختر فیلسوف بریتانیایی جان لانگشاو آستین و بنیانگذار آینده سازمان غیردولتی خشونت‌زدایی و دموکراسی خاورمیانه ملاقات کرد. آنها در اواخر سال ۱۹۷۳ توسط مفتی اعظم بیت‌المقدس، سعدالدین جلال العلمی، به‌عقد هم درآمدند و چهار فرزند حاصل این ازدواج شد: سه پسر، جمال، آبسال، بورق و یک دختر، به‌نام نوزه. سری در آکسفورد بسیار جذب فلسفه زبانی شد که توسط لودویگ ویتگنشتاین معرفی شده‌بود و توسط آستین توسعه یافت. پس از اتمام تحصیل در آکسفورد، او یک سال را در مؤسسه واربورگ لندن گذراند، پس از شنیدن سخنرانی عبدالحمید صبرا او به مطالعه مکتب اسلامی اولیه منطق دانان معتزلی، اندیشه غزالی و پیروزی گفتمانی دومی، که توسط مکتب الهیات اشعری تدوین شده کشانده‌شد.
پس از مدت کوتاهی کار در ابوظبی، نسیبه مطالعات دکتری خود را در زمینه فلسفه اسلامی از دانشگاه هاروارد در پاییز ۱۹۷۴ آغاز کرد و دکتری خود را در سال ۱۹۷۸ به دست آورد. وی در سال ۱۹۷۸ برای تدریس در دانشگاه بیرزیت به کرانه باختری بازگشت (جایی که تا زمان تعطیلی دانشگاه از ۱۹۸۸ تا ۱۹۹۰ در انتفاضه اول به عنوان استاد فلسفه باقی ماند). وی همزمان در دانشگاه عبری در اورشلیم غربی، فلسفه اسلامی تدریس می‌کرد. در اوایل دهه ۱۹۸۰، به سازماندهی اتحادیه معلمان در بیرزیت کمک کرد و سه دوره رئیس اتحادیه استادان و کارکنان آنجا بود. نسیبه همچنین یکی از بنیانگذاران اتحادیه کارکنان بخش آموزش کل کرانه باختری است.

## فعالیت سیاسی
سری نسیبه مدتهاست که به‌عنوان یک فلسطینی میانه‌رو در نظر گرفته می‌شود. در ژوئیه ۱۹۸۷، نسیبه و فیصل حسینی با موشه امیراف، یکی از اعضای حزب لیکود اسرائیل ملاقات کردند که از نخستین فلسطینیان برجسته‌ای بودند که با یکی از اعضای راست اسرائیل ملاقات کردند. امیراو در حال آزمایش آب‌ها برای گروهی نزدیک به اسحاق شامیر نخست‌وزیر وقت، در مورد امکان ایجاد یک پیمان تاریخی با ساف و فتح بود.
پس از سالها تلاش در جهت ایجاد یک دولت فلسطینی در کنار دولت اسرائیل، نسیبه، سال ۲۰۱۱ از راه حل دو دولت به عنوان یک «خیال» یاد کرد. در یک کشور فلسطینی چه ارزشی دارد؟ (انتشارات دانشگاه هاروارد، ۲۰۱۱) او خواستار «آزمایش فکری» ایده یک کشور واحد شد که در آن اسرائیل تمام سرزمین‌ها را ضمیمه خود کرده و فلسطینیان «شهروندان درجه دو» با «حقوق مدنی اما نه سیاسی» بودند که در آن «یهودیان می‌توانستند کشور را اداره کنند در حالی که اعراب بتوانند در آن زندگی کنند.» این پیشنهاد خاص به‌عنوان پیشنهادی «غیرعادی» رد شده‌است. در طول این مدت، نسیبه از گام‌هایی در جهت دستیابی به این نسخه یا نسخه دیگر از راه حل تک دولتی، مانند دولت دو ملیتی صحبت کرده‌است.

### انتفاضه اول
نسیبه همچنین در زمان انتفاضه اول، رهبر مهمی بود که بیانیه اصول فلسطین را تألیف کرد و برای تقویت جنبش فتح در کرانه باختری تلاش نمود. نسیبه در نویسندگی اعلامیه استقلال فلسطینیان درون انتفاضه اول و ایجاد ۲۰۰ کمیته سیاسی و ۲۸ کمیته فنی که به‌عنوان زیرساخت ابتدایی برای دولت آینده فلسطین در نظر گرفته شده بود، مشارکت کرد.

### اولین جنگ خلیج فارس
پس از شلیک موشک‌های اسکاد به تل آویو، نسیبه با مؤسسه اسرائیلی صلح اکنون روی یک رویکرد مشترک برای محکومیت کشتار غیرنظامیان در جنگ همکاری کرد. اما او در ۲۹ ژانویه ۱۹۹۱ دستگیر و تحت بازداشت اداری قرار گرفت و عملاً به مأمور عراقی بودن متهم شد. مقامات بریتانیایی و آمریکایی بازداشت را زیر سؤال بردند و دولت ایالات متحده از او خواست که یا باید متهم شود یا در غیر این صورت شبهه سیاسی بودن این بازداشت وجود دارد. او توسط عفو بین‌الملل به عنوان زندانی عقیدتی پذیرفته شد. و نامه‌های اعتراض آمیز از سوی دانشگاهیان از جمله پیتر استراسون، آیزایا برلین و هربرت هارت به تایمز نوشته شد. برخی از اسرائیلی‌ها گفتند که این اقدام به منظور بی‌اعتبار کردن نسیبه قبل از شکل‌گیری دیدگاه‌های بین‌المللی طراحی شده‌است. فلسطینیان این بازداشت را یک هشدار سیاسی دانستند که اسرائیل قصد مذاکره با هیچ رهبر فلسطینی را ندارد، هرچقدر هم که معتدل باشد. به عنوان مثال، صائب عریقات از دانشگاه النجاح گفت: «این پیامی است برای ما میانه‌روهای فلسطینی. پیام این است که «شما می‌توانید مذاکرات بعد از جنگ را فراموش کنید زیرا ما مطمئن می‌شویم که هیچ‌کس برای گفتگو وجود ندارد».». وی بلافاصله پس از پایان جنگ، پس از ۹۰ روز حبس در زندان رمله، بدون اتهام آزاد شد.

### ابتکارات و فعالیتهای صلح از سال ۲۰۰۰
نسیبه در بیشتر مراحل صلح اسلو فعالیت سیاسی نداشت اما در سال ۲۰۰۱ به عنوان نماینده ساف در قدس منصوب شد. در این دوره، نسیبه به شدت به فلسطینی‌ها پیشنهاد داد که در ازای ایجاد یک دولت فلسطینی در کرانه باختری و نوار غزه، از حق بازگشت خود بگذرند. شماری از سازمان‌های فلسطینی نظرات وی در این مورد را به‌شدت محکوم کرده‌اند.
نسیبه از نظامی‌شدن انتفاضه در ژانویه ۲۰۰۲ انتقاد کرد و خواستار انصراف از حملات انتحاری و استقرار فلسطین به‌عنوان یک کشور غیرنظامی شد: «یک کشور فلسطینی باید غیرنظامی شود، نه به این دلیل که اسرائیل چنین می‌خواهد، بلکه چون که چنین چیزی به نفع خود ما است.» برخی از شخصیت‌های ارشد اسرائیل، مانند اوزی لاندو، این پیشنهاد را به‌عنوان یک ترفند رد کردند.
در سال ۲۰۰۲ سری نسیبه و مدیر سابق شاباک، امی ایالون، صدای مردم را منتشر کردند که ابتکار مدنی اسرائیلی و فلسطینی با هدف پیشبرد روند دستیابی به صلح بین اسرائیل و فلسطینی‌ها، و پیش نویس توافقنامه صلحی بود که تشکیل دولت فلسطین در مرزهای اسرائیل ۱۹۶۷ و سازش در مورد حق بازگشت فلسطین را مطالبه می‌کرد. ابتکار صدای مردم به‌طور رسمی در ۲۵ ژوئن ۲۰۰۳ راه‌اندازی شد.
در سال ۲۰۰۲، یاسر عرفات، نسیبه را به عنوان نماینده ساف در قدس‌شرقی منصوب کرد، منصبی که وی پس از مرگ ناگهانی فیصل الحسینی بر عهده گرفت.
در سال ۲۰۰۸، نسیبه گفت که تلاش برای راه حل دو کشور در حال تزلزل است. وی از فلسطینیان خواست تا بحث در مورد ایده راه حل تک کشوری را آغاز کنند.

## وابستگی‌ها
نسیبه، رئیس و بنیانگذار گروه مشاوره فلسطین، بنیانگذار و عضو چندین مؤسسه فلسطینی از جمله انجمن دوستان بیمار بیت‌المقدس‌، فدراسیون کارکنان بخش آموزش در کرانه باختری، شورای روابط عمومی عربی، کمیته مقابله با مشت آهنین و شورای عربی قدس بوده‌است. او همچنین در هیئت مشورتی مرکز بین‌المللی اخلاق، عدالت و زندگی عمومی در دانشگاه براندیس عضویت دارد.
در سطح بین‌المللی، نسیبه عضو کمیته‌های اجرایی و مدیریت برنامه خگ میانه مک‌گیل است. در نوامبر ۲۰۰۷، پس از انتشار کتاب روزی روزگاری یک کشور: زندگی فلسطینی، وی به مونترال، کانادا رفت تا در مورد ام‌ام‌ای‌پی و چشم‌انداز خود از صلح سخنرانی کند.

## نوشته‌های منتشر شده

### کتابها
- بدون شیپور، بدون طبل: راه حل دو کشوری درگیری اسرائیل و فلسطین، نیویورک: هیل و وانگ، ۱۹۹۱
- روزی روزگاری یک کشور: زندگی فلسطینی، نوشته آنتونی دیوید؛ نیویورک: فارار، استراوس و ژیروک، لندن: ناشران هالبان، ۲۰۰۷شابک ‎۹۷۸-۱-۹۰۵۵۵۹-۰۵-۳
- فلسطین: کشوری که متولد می‌شود (منتخبی از مقالات روزنامه ها/مجلات بین ۱۹۸۷–۱۹۹۰) دفتر اطلاعات فلسطین: لاهه، ۱۹۹۰.
- 978-0-674-04873-7
- داستان عقلانیت در اسلام انتشارات دانشگاه استنفورد، ۲۰۱۶.شابک ‎۹۷۸-۰-۸۰۴-۷۹۴۶۱-۹

### آثار دیگر
- فرمول انتخاب روایت: تفسیری بر نگارش درگیری اعراب و اسرائیل، چشم‌اندازهای سیاسی، جلد ۳/شماره ۱ (مارس، ۲۰۰۵)
- محدودیت دلیل (یا چرا کرامت قابل مذاکره نیست)، خبرنامه انجمن روانشناسان آمریکا. (جلد چهارم)، ۲۰۰۴.
- تکینگی و کثرت در هویت: مورد زندانی فلسطینی، کثرت و ویژگی‌های آن (بنیاد دوکس سوریا) ۲۰۰۲.
- هویت شخصی و ملی: داستان دو وصیت. دیدگاه‌های فلسفی در مورد مناقشه اسرائیل و فلسطین، ویراست توماس کاپیتان، (نیویورک، آرمانک، و لندن، شارپ) ۱۹۹۷.
- معرفت‌شناسی، تاریخچه فلسفه اسلامی، الیور لیمن. (لندن: روتلج، کیگان و پل)، ۱۹۹۵.
- آزادی مطلق و محدود. لندن: السقی، ۱۹۹۵.
- احزاب سیاسی و دموکراسی. در عظمت حزب سیاسی فلسطینی. (رام‌الله: مواتین) ۱۹۹۶
- آیا جنگ می‌تواند عادلانه باشد؟ در اما آیا فقط بود؟ تأملاتی در اخلاق جنگ خلیج فارس، با ژان الشتاین و همکاران. (نیویورک: دابل‌دی) ۱۹۹۲.
- مروری بر تفسیر فارابی و رساله‌ای کوتاه بر تفسیر ارسطو، تاریخ و فلسفه منطق، ۱۳ (۱۹۹۲)، ۱۱۵–۱۳۲.
- عقل قدسی: نظریه ذهنی دانش ابن سینا. مطالعات اسلامی(۱۹۸۹)، ۳۹–۵۴.
- منتخبی (شامل ترجمه‌ها) از قرآن کریم. در نقل قول‌های آشنا بارتلت، چاپ ۱۵، ۱۹۸۴.
- مروری بر کتاب زندگی و اندیشه اسلامی، تألیف سید حسین نصر. (تی‌اس‌ال) مارس ۱۹۸۲: ۲۶۷.
- مشرف المنطق (منطق نمادین مقدماتی). (قدس: انجمن مطالعات عربی) ۱۹۸۲.
- در مورد ذرات زیر اتمی و موضع‌گیری‌های علمی، با بشیر العیسا. (ژورنال شیمی بیرزیت) ۱۹۸۱.
- ابن سینا: پزشکی و شکاکیت. جلد هشتم، (۱۹۸۱): ۹–۲۰.
- برخی از چهره‌ها و موضوعات فلسفه اسلامی. مروری در مطالعات آسیایی و آفریقایی ۱۴ (۱۹۸۰)، ۲۰۷–۲۰۹.
- هربرت مارکوزه و متا مارکسیم. الجدید، ۱ ژوئیه